# Taitaia
Taitaia is een monotypisch geslacht van korstmossen dat behoort tot de orde Lecanorales van de ascomyceten. Het bevat alleen de soort Taitaia aurea.